# Federico Wiemeyer
Federico Wiemeyer (Buenos Aires, Argentina, 17 de mayo de 1975) es un periodista y conductor de televisión argentino. Desde 2020 forma parte del equipo de Nuestra Tarde, por la pantalla de TN. El 4 de marzo de 2024 tomó la conducción del programa, junto a Valeria Sampedro.

## Biografía
Cursó sus estudios secundarios en el Colegio Nacional de Buenos Aires. Es Locutor Nacional, con carnet otorgado por el ISER, y periodista recibido en el TEA (Taller Escuela Agencia). Trabajó en medios gráficos como el diario La Nación y la Revista Humor. Fue corresponsal en la Argentina de TVN de Chile y RCN Colombia. Desde 2000 se desempeña como columnista en los noticieros de Canal 13 y Todo Noticias de Argentina. Fue pionero en introducir la sección “Internet” en noticieros masivos tradicionales de aire y cable en Argentina a comienzos del siglo XXI. Desde ese puesto recorre periódicamente y comunica las principales exposiciones de tecnología del mundo entero. En la última década su trabajo abarcó también actividades en línea focalizadas en el análisis de las novedades en redes sociales, tendencias de comunicación y nuevos medios. Es pionero también en la utilización de herramientas no tradicionales, como cámaras de acción y drones, en la cobertura de noticias de actualidad. Con su sección "El Hombre Drone"  en el noticiero Telenoche ha retratado a distintos íconos de la República Argentina. Ha brindado charlas y conferencias en distintas instituciones educativas como UBA, UTN, o UADE entre otras. Fue titular de la cátedra “Interactividad y medios digitales” en el postgrado de Periodismo Digital de la Universidad Pompeu Fabra de Barcelona. Ocasionalmente también escribe en revistas de automóviles. Conduce TN Tecno, junto a Santiago do Rego, todos los sábados a las 23:30, por el canal Todo Noticias.
Habla castellano, inglés y alemán básico. Sus hobbies son coleccionar autos en miniatura, y la iconografía pop.
Junto a Dominique Metzger, conducen Telenoche, durante el período vacacional de los conductores originales.